# Сеятель (картина Ван Гога)
«Сеятель» (нидерл. De zaaier) — картина известного нидерландского художника Винсента Ван Гога. Она была написана в ноябре 1888 года в Арле.

## История
Ван Гог был заворожен темой сеятеля. Ещё в 1880 году он написал копию с «Сеятеля» Жана-Франсуа Милле, творчество которого служило Ван Гогу примером освещения крестьянской тематики в живописи. Позже в Арле Винсент ван Гог создал свои собственные работы на эту тему. Интересная особенность этой картины состоит в том, что заходящее солнце образует нимб вокруг головы сеятеля. В письме к своему другу Эмилю Бернару Ван Гог называет снопы и сеятеля символами бесконечности жизни, они показывают повторяемость процесса роста, сбора плодов растений и цветения. Сеятель, таким образом, символизирует жизнь. Позднее Ван Гог будет трудиться над образом жнеца, в котором он видит символ смерти. Он писал в своих письмах: «В смысле, что человек представляет собой зерно, которое убирает жнец. То есть, ты видишь, что это противоположность сеятеля, которого я попытался написать раньше».